# 府中グリーンプラザ
府中グリーンプラザ（ふちゅうグリーンプラザ、英語：Fuchu Green Plaza）は、東京都府中市に存在したビルである。
1980年（昭和55年）に開館した府中市営の文化施設の一つで、財団法人府中文化振興財団が運営していた。府中駅とペデストリアンデッキで繋がっていた。
建物の老朽化のため2018年（平成30年）3月31日をもって閉館となった。
施設の機能は武蔵府中ル・シーニュ内の市民活動センター「プラッツ」および府中の森芸術劇場分館に移った。
跡地には、スターツホテル開発が運営するホテルケヤキゲート東京府中が2021年7月27日に開業した。

## 所在地
本館
東京都府中市府中町1-1-1
別館
寿町1-1

## アクセス
京王電鉄京王線府中駅下車徒歩1分。

## 施設

### 本館
けやきホール
494席
展示ホール
第1～5会議室
グループ活動室
学習室[カルチャー講習会場]（B1F）
シルバー人材センターパソコン教室
集会室（B1F）
24名、50平米
印刷室
第1～4音楽練習室
第1～2和室
託児室
レストラン
コーヒーショップ伴茶夢（1F）
キッチンキャロット（B1F）
レストランサングリア「栞」
レストランサングリア「MUGI」
屋上納涼ガーデン
府中NPO・ボランティア活動センター
コミュニティサロン
チケット販売所
展望ホール

### 別館
府中グリーンプラザ分館（リサイクル拠点、福祉交流、ギャラリー）